# بحيرة تومبا
بحيرة تومبا أو (نتوبا) هي بحيرة ضحلة في الجزء الشمالي الغربي من جمهورية الكونغو الديمقراطية، في أرض بيكورو بمقاطعة إكواتور.
تغطّي البحيرة حوالي 765 كيلومتر مربع (295 ميل مربعا) اعتمادًا على الموسم، متصلة عبر قناة آي ريبي مع نهر الكونغو. قد تتدفق المياه داخل أو خارج البحيرة من خلال هذه القناة اعتمادا على الفيضانات. بحيرة تومبا لديها 114 نوعا من الأسماك ويدعم مصائد الأسماك الهامة. تقع البحيرة في وسط منطقة تومبا-نجيري-مايندومب، عينت الأراضي الرطبة ذات الأهمية الدولية بموجب اتفاقية رامسار في عام 2008.
كان استطلاع بحيرة تومبا في عام 1883 من قبل هنري مورتون ستانلي. غابة المستنقعات المحيطة بالبحيرة يسكنها شعب مونغو، الذين ينقسم في هذا المنطقة إلى طبقتان: أوتو، المزارعين، وتوا الأقزام صيّادين الأسماك.